# Article 72-3 de la Constitution de la Cinquième République française
Article 72-2 Article 72-4
L'article 72-3 de la Constitution du 4 octobre 1958 introduit les articles suivants, consacrés aux collectivités territoriales situées outre-mer.

## Contenu de l'article
« La République reconnaît, au sein du peuple français, les populations d'outre-mer, dans un idéal commun de liberté, d'égalité et de fraternité.

La Guadeloupe, la Guyane, la Martinique, La Réunion, Mayotte, Saint-Barthélemy, Saint-Martin, Saint-Pierre-et-Miquelon, les îles Wallis et Futuna et la Polynésie française sont régis par l'article 73 pour les départements et les régions d'outre-mer et pour les collectivités territoriales créées en application du dernier alinéa de l'article 73, et par l'article 74 pour les autres collectivités.
Le statut de la Nouvelle-Calédonie est régi par le titre XIII.

La loi détermine le régime législatif et l'organisation particulière des Terres australes et antarctiques françaises et de Clipperton. »
— Article 72-3 de la Constitution du 4 octobre 1958

## Historique
L'article 72-3 a été créé par l'article 8 de la loi constitutionnelle no 2003-276 du 28 mars 2003 relative à l'organisation décentralisée de la République.
Sa rédaction a été modifiée par l'article 37 de la loi constitutionnelle no 2008-724 du 23 juillet 2008 de modernisation des institutions de la Ve République.
Le premier alinéa qui reconnaît les populations d'outre-mer au sein du peuple français met fin à une controverse née à la suite de la décision du Conseil constitutionnel du 9 mai 1991 relative au statut de la Corse. Dans cette dernière, il refuse la consécration d'un peuple corse au sein du peuple français au nom de l'unicité de ce dernier. Toutefois, il introduit une dérogation pour les peuples d'outre-mer : « que la Constitution de 1958 distingue le peuple français des peuples d'outre-mer auxquels est reconnu le droit à la libre détermination ». Par-là, il entend faciliter la réforme du statut de certaines collectivités ultra-marines. La notion de « populations d'outre-mer » est venue remplacer celle de « peuples d'outre-mer », ce qui permet de maintenir le principe d'unicité du peuple français.

## Commentaire
L'article 72-3 énumère les collectivités territoriales de la France d'outre-mer.
Il distingue quatre catégories de collectivités territoriales :
- les départements et régions d'outre-mer, régis par l'article 73 ;
- les collectivités territoriales créées en application du dernier alinéa de l'article 73 ;
- la Nouvelle-Calédonie, régie par le titre XIII (articles 76 et 77) ;
- les Terres australes et antarctiques françaises (TAAF) et l'île de Clipperton.

Ces deux dernières collectivités qui sont inhabitées (hormis dans le cadre de missions scientifiques) sont régies par la loi. En l'occurrence, elles sont régies par la loi no 55-1052 du 6 août 1955 portant statut des Terres australes et antarctiques françaises et de l'île de Clipperton.
En particulier, le titre II de cette loi portant statut de l'île de Clipperton, et son article 9, indiquent que l'île est « placée sous l'autorité directe du Gouvernement ».